# Стаття Алфера – Бете – Гамова

Оригінальна стаття в журналі «Фізичний огляд»

Стаття Алфера — Бете — Гамова, αβγ-стаття (англ. Alpher–Bethe–Gamow paper, αβγ paper) — наукова стаття з фізичної космології, за авторством аспіранта Ральфа Алфера і його наукового керівника, Георгія Гамова. Ця робота пізніше стала предметом докторської дисертації Алфера. У статті пояснювалось як великий вибух створив водень, гелій і важчі хімічні елементи в пропорції, яка існує у Всесвіті, пояснювалось їхнє співвідношення на початку Всесвіту і впродовж подальшого генезису. Ця теорія нехтувала багатьма важливими процесами нуклеосинтезу важких елементів, проте подальший розвиток астрономічних досліджень показав узгодженість між теорією та спостереженнями в частині легких елементів (Гідрогену та Гелію) та їх ізотопів.
Уперше стаття була надрукована в квітні 1948 року в журналі «Фізичний огляд» (англ. Physical Review) під назвою «Походження хімічних елементів» (англ. The Origin of Chemical Elements).

## Назва
Георгій Гамов умисно додав до авторів свого доброго товариша, відомого американського фізика німецького походження Ганса Бете, щоб створити жартівливо-ексцентричний список авторів, обігруючи прізвища назвами перших літер грецького алфавіту — α, β, і γ (альфа, бета, гамма). Бете був зазначений у статті наступним чином: «Г. Бете, Корнелльський університет, Ітака, Нью-Йорк» (англ. H. Bethe, Cornell University, Ithaca, New York). Після чого Бете «довелося» зайнятись нуклеосинтезом Великого вибуху. Сам Гамов пояснював появу співавтора Ганса Бете в своїй книзі 1952 року «Створення Всесвіту» (англ. The Creation of the Universe): 
|  | Результати цих розрахунків уперше були опубліковані в журналі «Фізичний огляд» 1 квітня 1948 року. Стаття була підписана Алфером, Бете і Гамовим, через що її часто згадують як «абеткову статтю». Здавалось несправедливим по відношенню до грецького алфавіту підписувати її лише прізвищами Алфера і Гамова, тому Бете був доданий заочно під час підготовки статті до публікації. Доктор Ганс Бете, що отримав примірник рукопису, не заперечував і був дуже корисним у подальших обговореннях предмету статті. Ходили чутки, що пізніше, коли αβγ-теорія тимчасово прямувала як той корабель на прибережні скелі, доктор Бете серйозно розглядав ідею зміни власного ім'я на Захарія. [...] розрахунки проведені на електронній обчислювальній машині Національного бюро стандартів Ральфом Альфером і Р. К. Германом (який уперто відмовляється змінити своє ім'я на Дельтер). |

Молодий аспірант Алфер був стурбований включенням імені Бете як автора його праці, він відчував, що включення видатного фізика затьмарить його особистий внесок, стане на заваді належного визнання такого важливого відкриття. 1999 року він висловлював обурення з приводу тієї примхи Гамова.

## Недоліки теорії
Оригінальна теорія стверджувала, що синтез ядер атомів усіх хімічних елементів відбувався послідовним захопленням нейтронів, одного за раз. Проте пізніші дослідження поставили під сумнів універсальність послідовної теорії захоплення. Так, не було знайдено жодного хімічного елемента, що мав би стабільний ізотоп з атомною масою 5 або 8. Фізики помітили, що саме ці масові розриви перешкоджають такому утворенню хімічних елементів, які важчі за гелій 42He. Пізніше було визнано, що більшість важких елементів, що спостерігаються в сучасному Всесвіті є результатом зоряного нуклеосинтезу. Цю теорію вперше запропонував Артур Стенлі Еддінгтон, вона була підтримана Гансом Бете і розрахована Фредом Хойлом та іншими.
Головний внесок теорії Алфера — Бете — Гамова в розвиток науки в тому, що вона правильно пояснила відносний вміст ізотопів водню і гелію в сучасному Всесвіті (99 % баріонної маси) і стала основою не тільки для пояснення першого етапу нуклеосинтезу у Всесвіті, але й підштовхнула наукову спільноту в правильному напрямку пошуків відповідей на питання подальшого генезису важких ядер хімічних елементів.